# لحية التيس

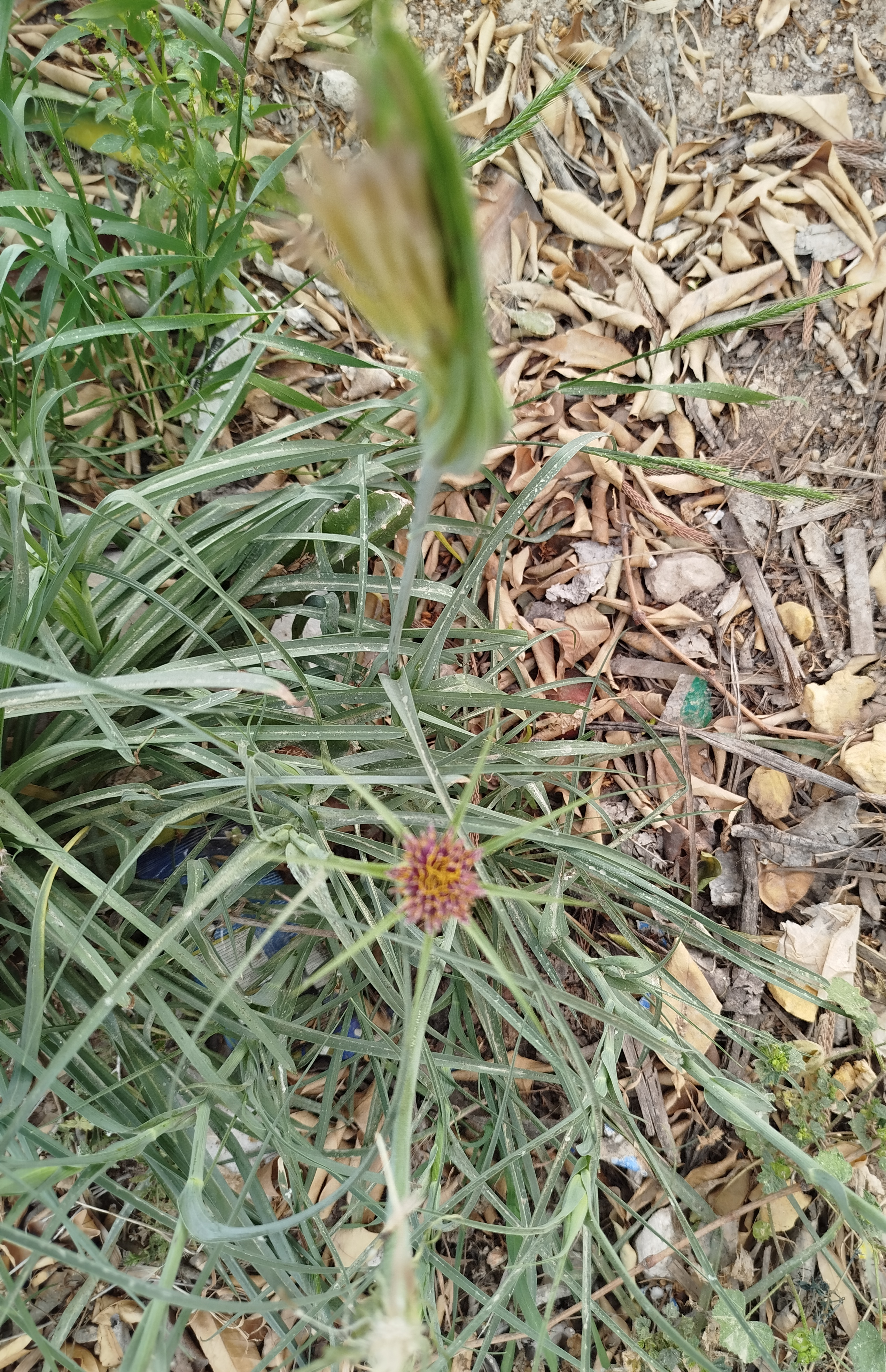
نبتة لحية التيس، فلسطين

لحية التيس (الاسم العلمي: Tragopogon) أحد أجناس كاسيات البذورضمن عائلة زهرة الشمس النجمية والتي تحتوي على 140 نوعًا، مشتملة على خضار يعرف باسم لحية التيس كراتي الورق، بالإضافة إلى العديد من الأزهار البرية، والتي تُعد حشائشًا.
وهي نبات ثنائي الحول أو نبات معمر. ولديها جذر رئيسي قوي ونُسغ لبني. ولديها في العموم فروع قليلة وتميل تلك إلى أن تكون قائمة. وتعتبر أوراقها شبيهة بالحشائش بعض الشيء. ويختلف لون الزهرة في الجنس الواحد، هذا بالإضافة إلى وجود بعض الأنواع الصفراء وبعضها فضي أو بنفسجي. وتُنقل البذور في كرة تشبه تلك التي لدى نبات الهندباء البرية ولكنها تعتبر أكبر وتفرقها الرياح.
وتوجد نباتات السلسفي في أوروبا وآسيا، إلا أن العديد من الأنواع توجد في أمريكا الشمالية وأستراليا وتنتشر بشدة هناك.

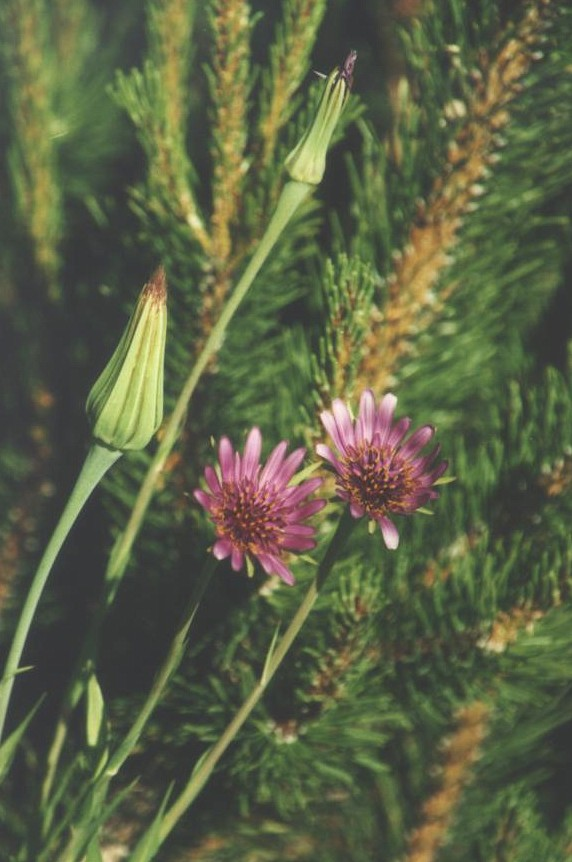

## وصلات خارجية
- وزارة الزراعة الأمريكية Plants database [<a href="http://plants.usda.gov/java/profile?symbol=TRAGO">http://plants.usda.gov/java/profile?symbol=TRAGO</a> Tragopogon L.]
- [<a href="http://ucjeps.berkeley.edu/cgi-bin/get_JM_treatment.pl?609,1938">http://ucjeps.berkeley.edu/cgi-bin/get_JM_treatment.pl?609,1938</a> Jepson Manual treatment of the genus]